# تاریخ آمریکای شمالی

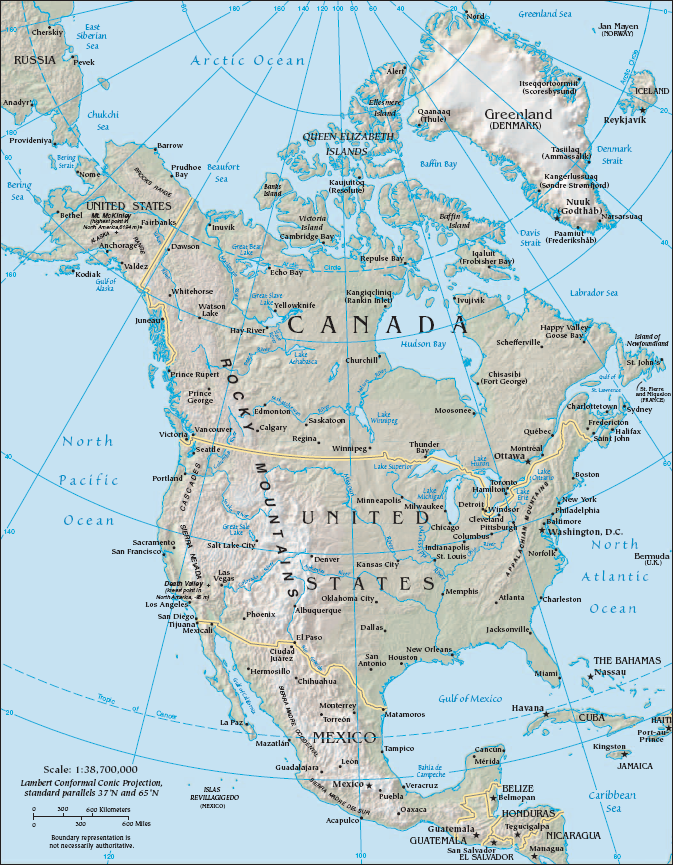
آمریکای شمالی

تاریخ آمریکای شمالی (انگلیسی: History of North America) شامل مجموعه‌ای از تحولات مرتبط با مردمان ساکن در قاره آمریکای شمالی است. باور عمومی بر این بوده‌است که این قاره اولین بار زمانی که مردم از دریای برینگ در حدود ۴۰۰۰۰ تا ۱۷۰۰۰ سال پیش مهاجرت کردند مسکون گردیده‌است. اکتشافات اخیر همچنین ممکن است که قدمت این تخمین‌ها را حداقل ۹۰۰۰۰ سال دیگر به عقب ببرد. انسان‌ها در سرتاسر قاره ساکن شدند، از مردمان اینوئیت در شمال قاره گرفته تا مردم مایا و آزتک‌ها در جنوب. این جوامع پیچیده، هر کدام شیوه‌های خاص زندگی خود را توسعه و گسترش دادند